# Park Bum Shin
Bak Beom-Shin (hangeul :박범신) est un écrivain sud-coréen, né le 24 août 1946. 

## Biographie
Bak Beom-shin est né à Nonsan, dans la province Chungcheongnam-do, en Corée du Sud. Il est diplômé de l'université nationale de Jeonju, de l'université Wonkwang et de l'université de Corée. Tout en travaillant comme professeur de langue coréenne dans un lycée, il fait ses débuts littéraires en 1973 avec la publication de sa nouvelle Vestiges de l'été (Yeoreumui janhae), qui lui a valu de remporter le concours littéraire du Nouvel écrivain organisé par le journal JungAng Ilbo. Durant la même année, avec les poètes Kim Seung-hui et Jeong Ho-seung, il fonde un groupe littéraire appelé le "Groupe 73". 
Après 28 ans d'enseignement en écriture créative au sein de l'université Myongji, il a pris sa retraite en 2011,. Après sa retraite du monde universitaire et la sortie de son 39e roman intitulé Ma main devient un fer à cheval (Na-ui soneun malgoubeuro byeonhago), il est retourné dans sa ville natale pour se consacrer uniquement à l'écriture. Il a également écrit sa biographie, qu'il envisage de publier,.

## Œuvre
En 1979, il a publié  en feuilleton dans le journal JungAng Ilbo son premier roman intitulé S'allonger comme l'herbe (Pullipcheoreom nupda), qui deviendra son récit emblématique. Pour ses descriptions sensibles et poétiques du petit peuple coréen laissé pour compte dans le processus de l'urbanisation massive, il a reçu le prix de Littérature Coréenne en 1981.
D'autres romans publiés en série ont suivi. Park est un auteur qui s'approche du style réaliste plutôt que du style lyrique, il prend soin de détailler les rêves et les frustrations des citoyens ordinaires, partant le plus souvent à la dérive dans un monde de plus en plus matérialiste miné par l'opportunisme. Ses romans Le pays du feu (Burui nara) et Le pays de l'eau (Murui nara), publiés dans le journal Dong-a Ilbo au début et au milieu des années 1980 lui ont permis de gagner la reconnaissance de la critique. Ces deux récits sont des représentations satiriques des bouleversements, des ambitions et des déceptions de deux garçons, Baek Chan-gyu et Han Gil-su, vivant  à la campagne et qui choisissent  d'émigrer vers Séoul, temple de l'industrialisation et de l'urbanisation. Ces romans reflètent l'expérience de l'auteur face à l'urbanisation à tout crin qu'il a connue lorsqu'il était jeune homme.
En plus de ses deux romans à succès, il a également publié d'autres œuvres en rapport avec la période de croissance économique de la Corée du Sud, notamment La forêt qui ne dort jamais (Supeun Jamdeulji anneunda) et J'écoute Mozart le mercredi (Suyo-iren mochareuteureul deunneunda). Ces travaux décrivent les rêves perdus des citadins frustrés par des puissances anonymes qui régissent leur vie. Ces récits sont contés dans un style proche de celui du roman populaire romantique ou du roman policier. Au fur et à mesure que ses romans sont devenus populaires auprès du grand public, Bak a été parfois caractérisé comme un auteur se pliant au goût du public. En 1993, après plus de 20 ans à travailler dans le monde littéraire et de nombreux best-seller à son nom, Park a soudainement annoncé dans un article de journal qu'il était incapable de continuer à écrire son roman en cours. Il avait déjà commis deux tentatives de suicide : ne pouvant plus supporter la critique, il a mis  sa carrière d'écrivain entre parenthèses durant 3 ans, jusqu'en 1996, année où il publie La charrette tirée par la vache blanche (Hin soga kkeuneun sure).
Son retour à l'écriture a aussi entraîné chez lui un changement artistique, ainsi qu'une certaine maturité qui le poussera même à réécrire d'anciens romans publiés sous son nom. Plus récemment, il a rédigé des souvenirs de sa propre vie en tant qu'auteur, ainsi que des œuvres sur la nature et sur ses voyages et ses expériences dans les cultures étrangères. Avec Putain de pupitres! (Deoreo-un chaeksang), il devient co-lauréat du Prix Manhae de littérature en 2003. Avec La chambre solitaire (Bin bang) et Namaste (Namaseute), Park confirme son statut d'auteur vétéran qui intègre dans ses récits à la fois une esthétique raffinée et des éléments populaires.  
Alors que la crise de l'édition dans la société post-industrielle fait rage, il est devenu en 2008 le premier romancier coréen à déposer un roman sur internet avant de le publier dans la presse. Ce roman, Cholatse, a été publié en feuilleton pendant cinq mois via le portail Naver où il a reçu 1 million de clics. Grâce à la nouvelle technologie, il a affirmé que c'était un grand plaisir pour lui d'avoir accès facilement aux réactions des lecteurs sur son travail,. 
Grâce au succès de ses romans, il a pu voir une vingtaine de ses romans adaptés en films, ce qui fait de lui un des écrivains les plus connus dans les familles. Parmi ces adaptations, il a affirmé avoir été particulièrement satisfait du film Une muse sorti en 2012, adapté de son roman provocateur Eun-gyo (2010), dans lequel un poète de 70 ans tombe amoureux d'une lycéenne ; il a déclaré simplement vouloir refléter ses propres pensées sur le vieillissement, la psychologie humaine et le désir,.
Bak Beom-shin a déclaré aux journalistes lors d'une conférence de presse qui s'est tenue dans le centre de Séoul en 2011 : "J'ai toujours opté durant ma vie pour les secondes options, pour les plans B  ; c'était la seule manière pour moi de faire des compromis. J'avais trop de choses à prendre en charge à la fois . Mais à partir de maintenant, je veux faire de l'écriture ma priorité, rien d'autre".

## Récompenses
- Prix Daesan en 2009 pour 고산자